# Elena Pricop
Elena Pricop (4 giugno 1952) è un'ex schermitrice rumena, specialista del fioretto, vincitrice di una medaglia di bronzo ai Campionati mondiali di scherma.